# カタリナ・ホーフトと乳母
『カタリナ・ホーフトと乳母』（カタリナ・ホーフトとうば、独: Bildnis der Catharina Hooft mit ihrer Amme, 英: Catharina Hooft with her Nurse）は、オランダ絵画黄金時代の巨匠フランス・ハルスが1619-1620年にキャンバス上に油彩で制作した肖像画である。1874年に購入され、現在、ベルリン絵画館に所蔵されている。

## 作品
本作を含め、ハルスが初期に依頼された肖像画は、伝統的な技法と慣例に近いものとなっている。画業初期のハルスは、自身の様式をモデルの人物に適合させたのである。一方で、17世紀のオランダにおいて、本作のように小さな少女を乳母とともに描いた肖像は非常に珍しい。また、今日知られている限り、本作はハルスが描いた唯一の幼児の肖像でもある。
描かれているカタリナ・ホーフトは、1618年にアムステルダムの法律家ピーテル・デ・ホーフトの娘として生まれた。彼女の叔父は、有名な詩人、歴史家、劇作家のピーテル・コルネリスゾーン・ホーフトである。カタリナは、17歳の時にオランダの政治家、外交官、そしてアムステルダムの市長の1人で、非常に富裕であったコルネリス・デ・フラーフと結婚した。
画面の少女はまだ1歳か2歳であるが、威厳に満ちたポーズや表情などは彼女の家柄と階層をはっきりと示している。それは、豪華な衣服からも明らかである。彼女は、ハルスが忠実に再現している、最高のレースが付いた高価な織物のドレスを身に着けている。とりわけ、画家は、カラーの突き出ているレースとボネットを暗色の背景の中で強調している。

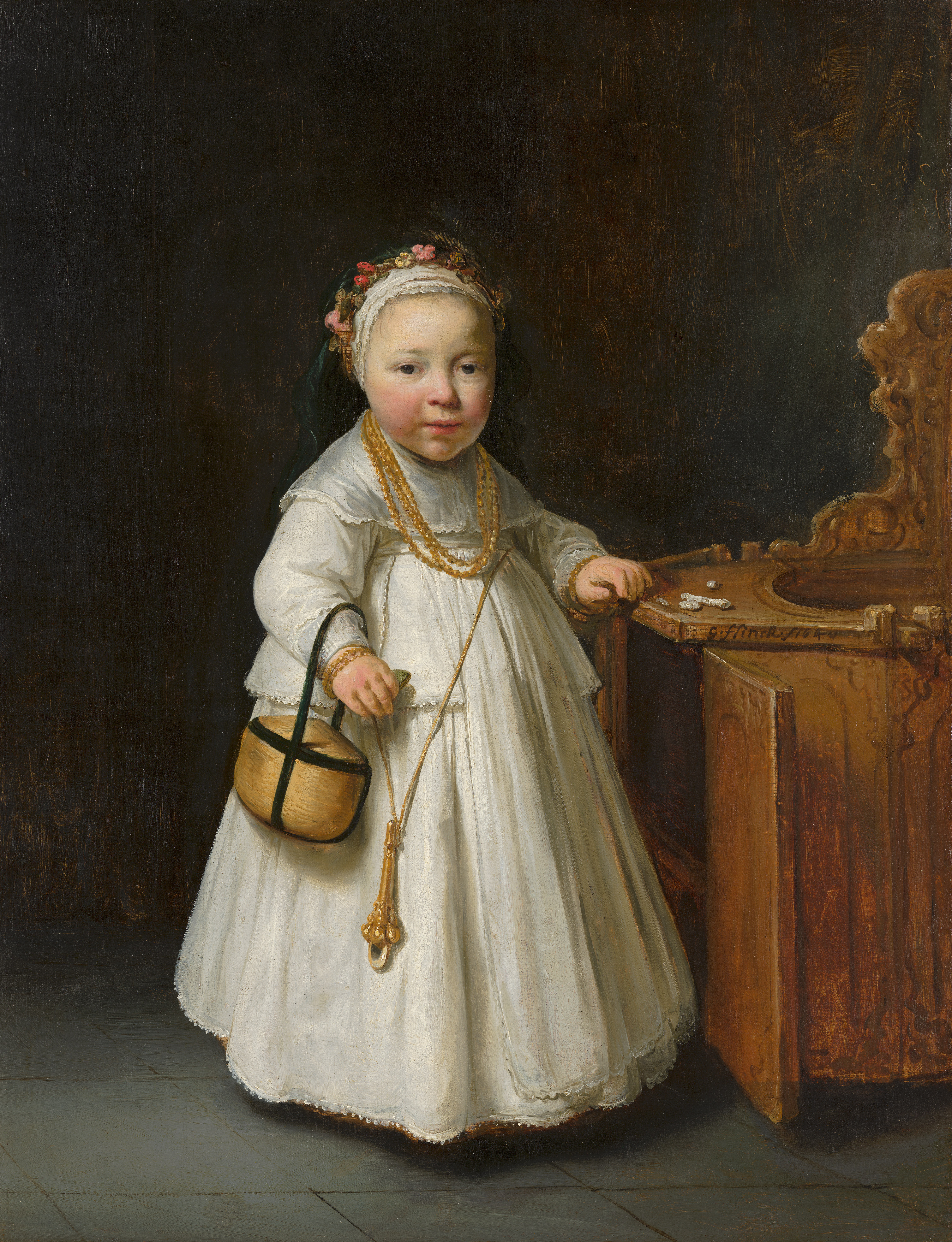
ホーファールト・フリンク『椅子の傍らの少女』 (1640年)、マウリッツハイス美術館、デン・ハーグ

高品質の衣服に加え、カタリナは、大きな赤い宝石のあるペンダントが付いた金のネックレスを身に着けている。左手には、小さな鈴のある金のガラガラも持っている。17世紀オランダの子供を描いた肖像画には非常に様々なガラガラが登場するが、現在、それらは描かれている子供たちが実際に持っていたものであると推測されている。
少女とは対照的に、乳母は召使としての地位にふさわしく簡素な身なりをしており、古めかしい黒色の服、ボネット、簡素な折り目のあるカラーを身に着けている。貴婦人には不可欠のカフスは着用していない。彼女は右手にナシ (またはリンゴ) を持って、少女に差し出している。子供に授乳し、世話をすることだけが役目であった乳母は、召使たちの中では通常高い地位を持っていた。上流階級、または中流の中でも富裕階級のみが乳母を雇う経済的余裕があり、乳母を雇うことは社会的地位の象徴であった。
少女と乳母は、この場にやってきた鑑賞者の方を振り向いているようである。このような描き方は、ハルスが自身の絵画に一瞬の感覚を与えるために用いたアイデアの1つとなっている。本作は、画家が初期に依頼された肖像画の暗色の色調を示している。さらに、豪華な刺繍がある少女の衣服は画家初期の作品らしい緻密な描写となっているが、それは人物たちの顔や手に見られる生き生きとした筆触によって相殺されている。